# ستيوارت مورغان (ناقد فني)
ستيوارت مورغان (بالإنجليزية: Stuart Morgan)‏ هو ناقد فني بريطاني، ولد في 25 يناير 1948، وتوفي في 28 أغسطس 2002.